# Chiloscyllium indicum
Espèce
Statut de conservation UICN

 NT  : Quasi menacé
Le Requin-chabot élégant (Chiloscyllium indicum) est une espèce de poissons de la famille des Hemiscylliidae.

## Distribution

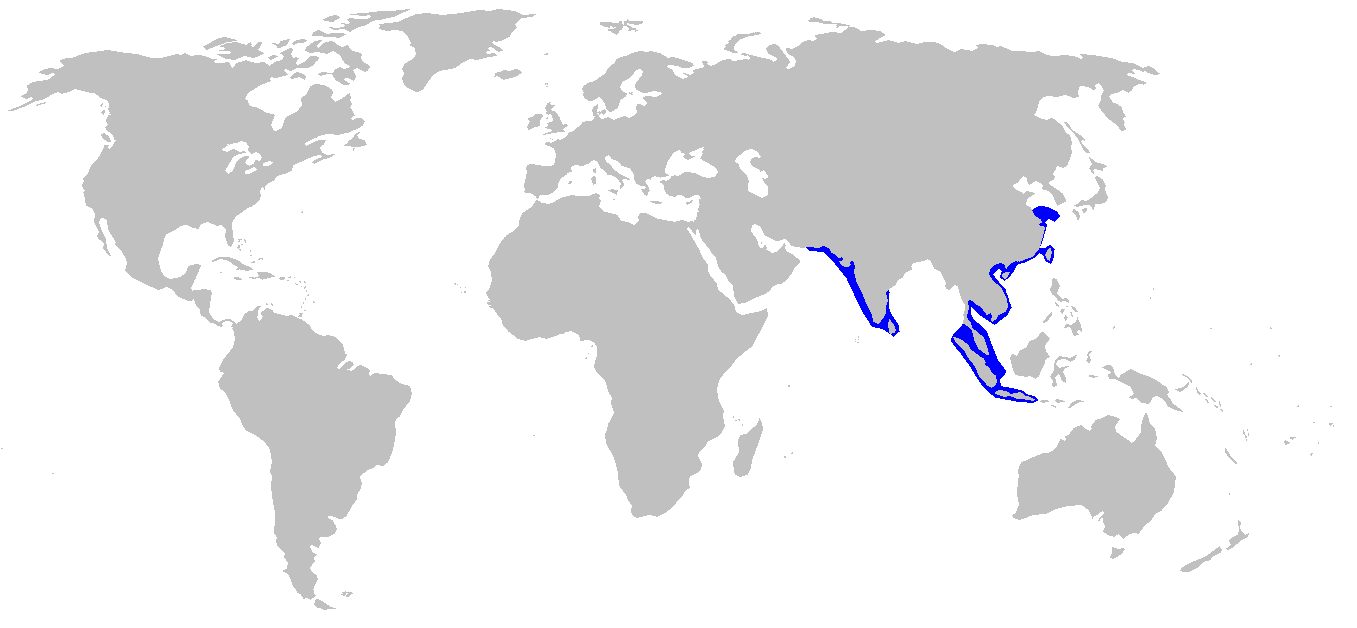
Aire de répartition du Requin-chabot élégant.

Cette espèce se rencontre dans l'océan Indien et dans l'Ouest de l'océan Pacifique.

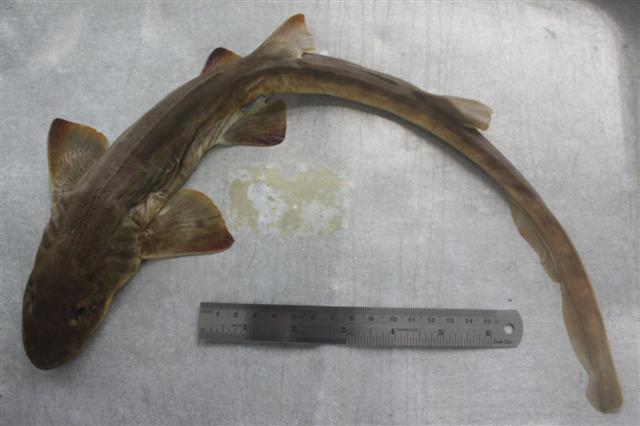
Requin-chabot élégant, Malaisie

## Description
Chiloscyllium indicum mesure jusqu'à 65 cm de long.